# A Rich Man's Plaything
A Rich Man's Plaything er en amerikansk stumfilm fra 1917 af Carl Harbaugh.

## Medvirkende
- Valeska Suratt - Marie Grandon
- Edward Martindel - Lloyd
- John T. Dillon - Ogden Deneau
- Charles Craig - Lawyer Sharp
- Robert Cummings - Regan